# Åkerö (zámek)

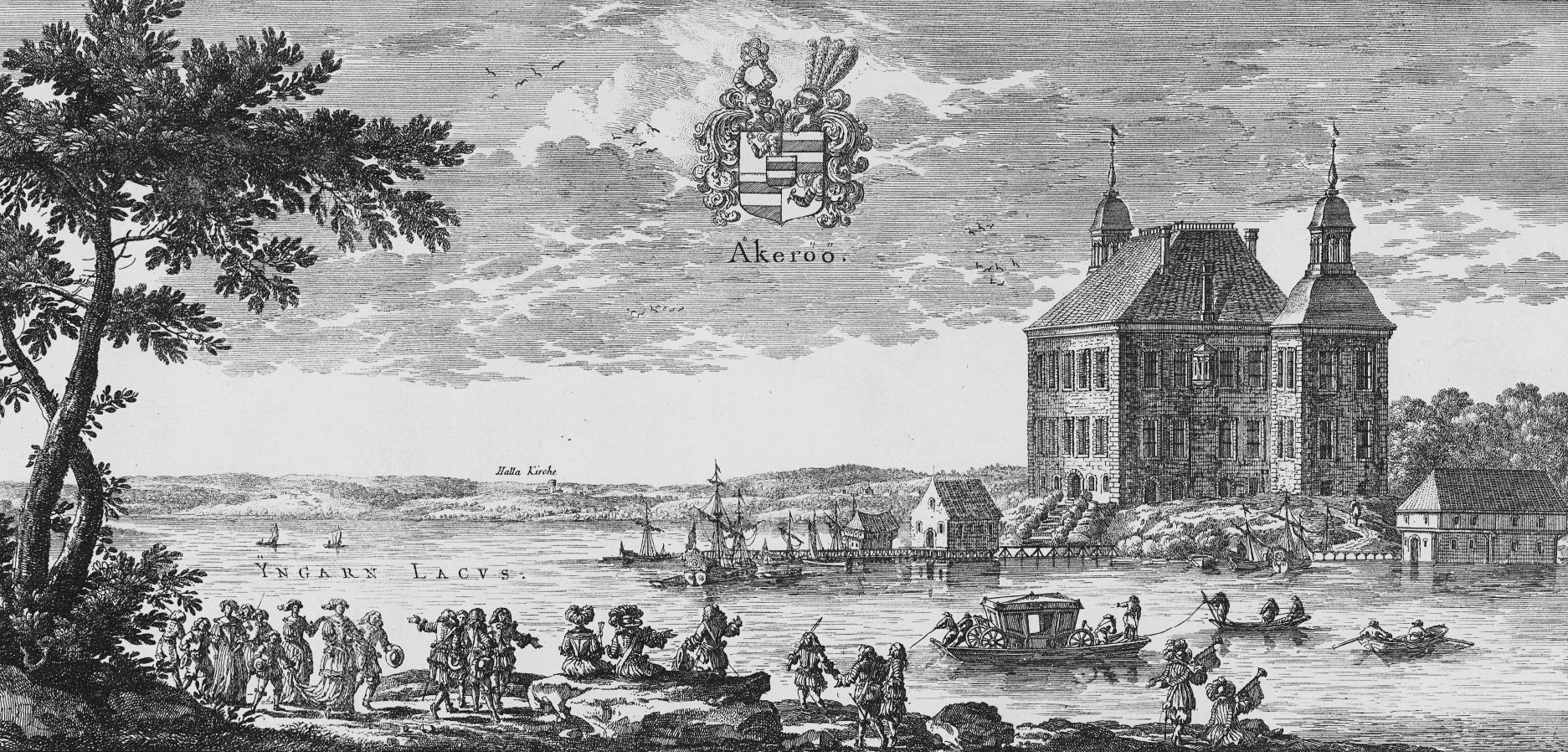
Starý hrad Åkerö

Zámek Åkerö se nachází v jihovýchodním Švédsku v provincii Södermanland, jeho historické kořeny sahají až do středověku. Zámek byl postaven na hornatém ostrově na severním břehu jezera Yngaren. Zámek je kulturní památkou Švédska.

## Historie
Panství Åkerö patří k jedněm z nejstarších v Södermanlandu. Na místě dnešního zámku stával hrad již ve 13. století. První zmínka o něm pochází z roku 1281, kdy původní majitel Ulf Karlsson prodal hrad Fredriku Stiktingovi. V 16. století se panství Åkerö dostává do vlastnictví šlechtické rodiny Bielke, která původní hrad přestavuje na renesanční zámek. V roce 1660 zámek částečně vyhořel a již nebyl zcela obnoven. Kolem roku 1750 byl zbořen, aby uvolnil místo pro výstavbu nového sídla. To nechal zbudovat v letech 1752–1757 tehdejší majitel Carl Gustaf Tessin (1695–1770), švédský hrabě, diplomat, politik, velvyslanec, rada a v letech 1746–1752 švédský kancléř. Od roku 2000, vlastní zámek Åkerö Henriette Ramel, manželka barona Gustafa Ramela.

## Architektura
Zámek byl navržen architektem Carlem Hårlemanem, který postavil elegantní a praktický dvoupatrový zámek se dvěma křídly v rokokovém slohu. Stavba byla dokončena roku 1759, obytné místnosti byly umístěny v přízemí a patro sloužilo, jako pokoje pro hosty. Sám hrabě Tessin navrhl křídlové budovy. Jižní křídlo sloužilo jako kuchyň a severní křídlo mělo funkci knihovny se zimním domem v patře.
Carl Gustaf Tessin a jeho manželka Ulla Tessin naplnili Åkerö uměleckými poklady od předních evropských umělců. Reprezentativní místností byl velký kamenný sál se vzorovanou černobílou mramorovou podlahou, malovanými sloupy, sochami a nástěnnými malbami podle vzoru francouzského malíře Louise-Josepha Le Lorraina. Stěžejním motivem sálu je výjev zobrazující Alexandra Velikého, který hledá filozofa Diogena.
Předsíň zámku je neobyčejně krásná svým charakterem pařížského lomeného schodiště s kovaným zábradlím. Některé pokoje jsou intimní, inspirované francouzským vrcholným rokokem. Bílá omítková fasáda hlavní budovy byla v posledních letech nově vymalována rezavějícími částmi ve žluto-červené barvě.
Roku 1758 byl jeden z nejvýznamnějších představitelů malířství období rokoka ve Švédsku Johan Pash pověřen Carlem Gustafem Tessinem namalováním díla trompe l'œil, představující tzv. iluzivní malbu, která vytváří dojem třírozměrného objektu nebo prostoru, byl to druh malby, která se do té doby ve Švédsku nevyskytovala. Původně byly tyto obrazy určeny pro zámek Läckö, ale po smrti Carla Gustafa Tessina v roce 1770 byly umístěny na zámek Åkerö.

## Jablko Åkerö
Zámek Åkerö dal jméno nejznámějšímu švédskému jablku. Odrůda Åkerö je známá již od 15. století a patří tak k jedněm z nejstarších odrůd jablek v Evropě, někdy se uvádí, že jde o vůbec nejstarší evropskou odrůdu jablek. Její švédský původ, je ale ve skutečnosti nejistý. Nejstarší strom této odrůdy roste v zámecké zahradě zámku Åkerö. Hrabě Carl Gustaf Tessin roku 1759 zakoupil pro svou zámeckou zahradu ovocné stromy v Nizozemsku. Některé zdroje uvádí, že mezi těmito stromy byl i strom odrůdy Åkerö, který roste a plodí ovoce v zahradě do dnešních dnů. První oficiální informace o této odrůdě pocházejí z roku 1858, kdy ji popsal a po zámku Åkerö pojmenoval pomolog Olof Eneroth. Ve Švédsku je tato odrůda velmi oblíbená a je považována za nejlepší švédské jablko.

## Galerie

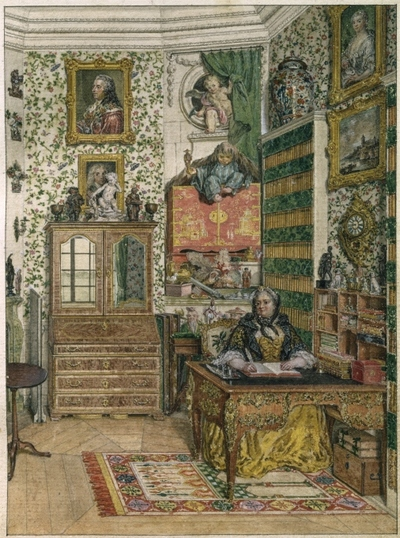
Ulla Tessin
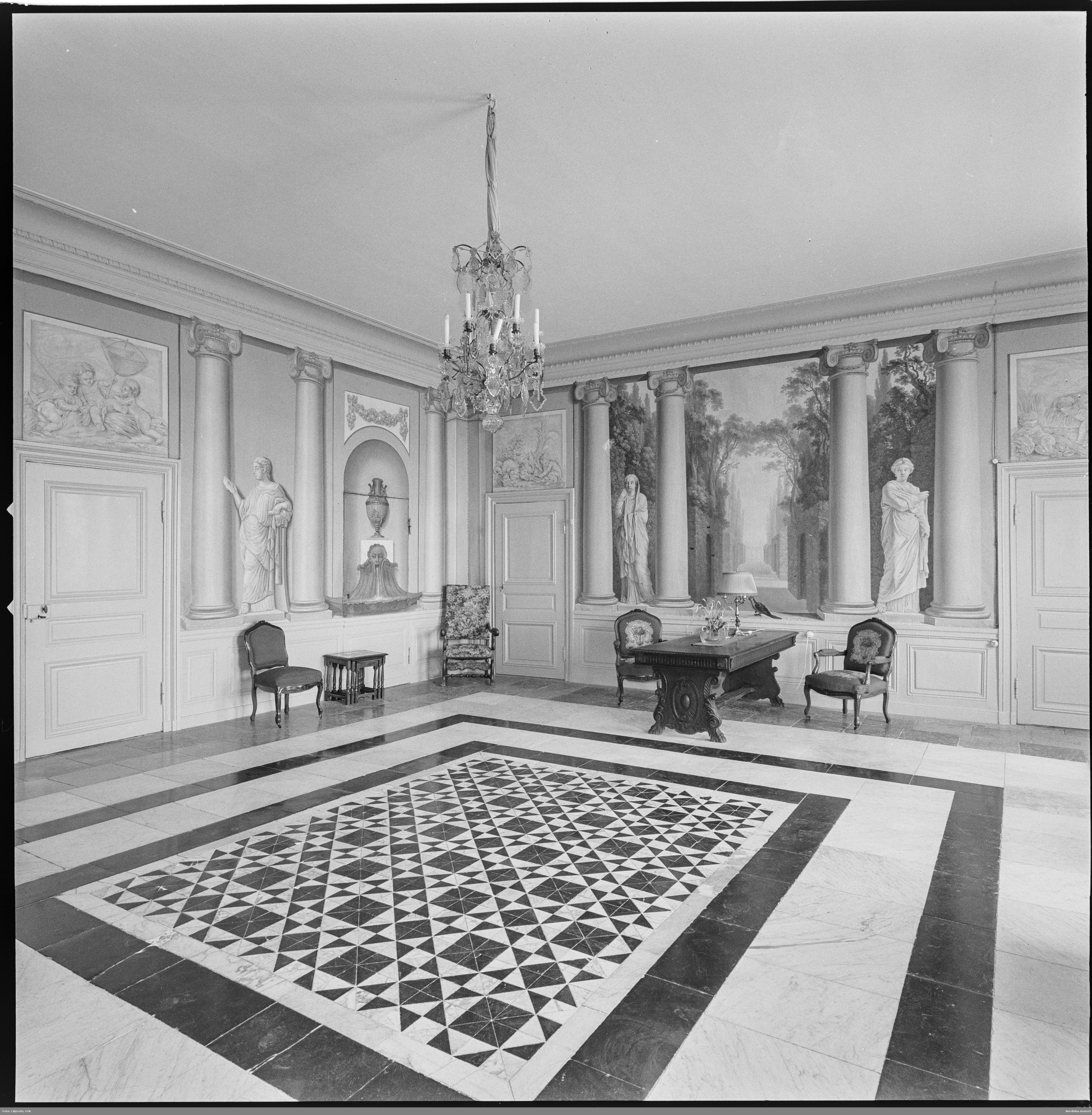
Åkerö - zámecký sál
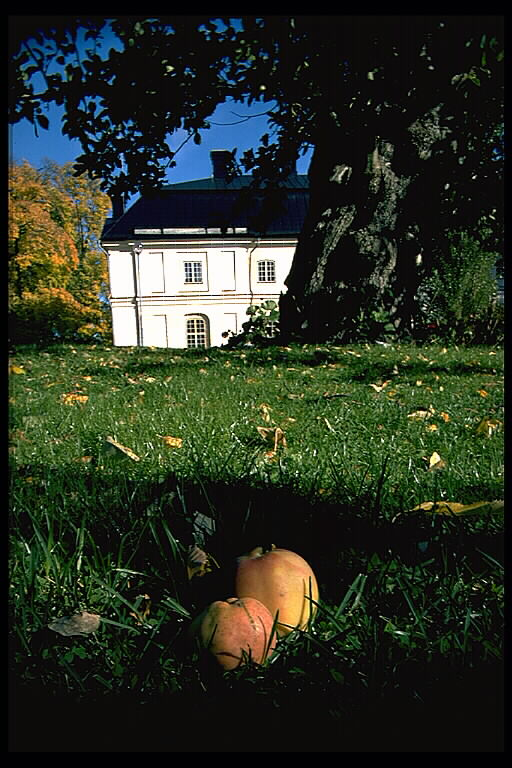
Strom a jablka Åkerö v zámecké zahradě